# PayPal
PayPal is een online betaaldienst, die bij zijn oprichting oorspronkelijk bedoeld was voor betalingen tussen personal digital assistants (pda's).

## Gebruik
Het systeem fungeert als intermediair voor online en mobiele betalingen tussen personen onderling, online verkopers en webwinkels. Om te betalen is alleen een e-mailadres nodig. Betalingen kunnen gedaan worden vanaf een bankrekening, creditcard of van ontvangen geld op de PayPal-rekening. Er kan ook geld worden overgeschreven naar een eigen bankrekening.
Personen vanaf 18 jaar en bedrijven kunnen een rekening openen. Voor de meeste betalingen is een privérekening afdoende, maar bij veel ontvangsten is een zakelijk rekening een vereiste. Betalen met PayPal is voor de betaler gratis, maar de ontvanger betaalt een provisie. Deze provisie bestaat uit een laag vast bedrag per transactie en een variabel deel afhankelijk van de omvang van de transactie. Deze provisies worden hoger bij betalingen uit het buitenland. Grote ontvangers kunnen in aanmerking komen voor een lager tarief. Informatie over de gebruikte betaalrekening of creditcard wordt niet aan de verkoper bekendgemaakt.
PayPal legt sinds 2021 een inactiviteitstoeslag op van maximaal 12 euro per jaar aan Nederlandse en Belgische gebruikers die twaalf maanden niet ingelogd hebben en hun account niet gebruikt hebben. Deze kan vanaf 4 januari 2021 worden ingehouden op het saldo.

## Ontwikkeling
Het bedrijf, dat zijn hoofdkantoor in San Jose heeft, werd in 1998 onder de naam Confinity opgericht door Peter Thiel, Luke Nosek en Max Levchin. In eerste instantie richtte het bedrijf zich op applicaties voor de Palm Pilot-pda. Het product PayPal werd in 1999 geïntroduceerd. In 2000 fuseerde Confinity met het door Elon Musk opgerichte bedrijf X.com. In oktober 2000 besloot Musk dat X.com zich volledig ging toeleggen op PayPal, andere activiteiten werden gestopt. In 2001 werd de naam X.com gewijzigd in PayPal.
De populaire veilingsite eBay kocht PayPal in oktober 2002 op, omdat ongeveer 50% van de eBay-gebruikers het al gebruikte. PayPal was daarmee veel populairder dan eBays eigen BillPoint. Sinds de introductie van de Nederlandstalige versie van PayPal in 2006, toonde de Nederlandse markt een forse stijging. Het aantal rekeninghouders in Nederland groeide van 1 miljoen in maart 2007 naar 2,7 miljoen in maart 2010. Het bedrijf won van 2009 tot 2013 al vijf maal op rij de Nationale Thuiswinkel Award voor de beste financiële dienst op het internet en in België de BeCommerce Award in 2010. In september 2014 besloot eBay om PayPal af te stoten. Het bedrijf ging op 20 juli 2015 als onafhankelijk bedrijf naar de NASDAQ effectenbeurs.
In mei 2018 nam PayPal het Zweedse bedrijf iZettle over voor US$ 2,2 miljard. IZettle levert kassasysteemapps en mobiele kaartlezers. Het bedrijf verwachtte zelf pas in 2020 de eerste winst te rapporteren. Dit was de grootste overname van PayPal tot dat moment. In november 2019 volgde de overname van het Amerikaanse besparingsplatform Honey voor US$ 4 miljard. Honey is een snelgroeiend platform waarmee consumenten koopjes kunnen vinden bij het online winkelen.
In 2019 telde het bedrijf 90 miljoen rekeningen in 190 markten en 24 valuta. Bij 36% van de webshops in Nederland konden mensen met PayPal betalen. In hetzelfde jaar kreeg PayPal toestemming om een aandelenbelang te kopen van 70% in Guofubao Information Technology Co. (GoPay). GoPay heeft een licentie om betalingen te verrichten in het land en daarmee werd PayPal de eerste buitenlandse partij die dit soort diensten in China mag uitvoeren. 
In 2021 maakte PayPal het de klanten mogelijk om cryptogeld via het online betaalsysteem te kopen, te verkopen en op te slaan. Hiervoor heeft PayPal een eigen cryptowallet gemaakt. Bij ongeveer 26 miljoen winkels die aangesloten zijn bij PayPal, kan met cryptovaluta worden betaald, maar de winkeliers ontvangen fiduciair geld. In 2023 werd een eigen stablecoin geïntroduceerd, de PayPal USD (PYUSD) met als referentie de Amerikaanse dollar. 

### Resultaten
Veruit het grootste deel van de omzet wordt behaald met het uitvoeren van de betalingstransacties. De vergoeding die PayPal ontvangt is afhankelijk van de waarde van de transactie en het aantal transacties. Minder dan 10% van de omzet wordt gerealiseerd met andere diensten.
| Jaar | Omzet           | Netto- resultaat | Transactie volume (× US$ miljard) | Actieve rekeningen (× miljoen) | Werk- nemers |
| Jaar | (× US$ miljoen) | (× US$ miljoen)  | Transactie volume (× US$ miljard) | Actieve rekeningen (× miljoen) | Werk- nemers |
| ---- | --------------- | ---------------- | --------------------------------- | ------------------------------ | ------------ |
| 2012 | 5.662           | 778              |                                   |                                |              |
| 2013 | 6.727           | 955              |                                   |                                |              |
| 2014 | 8.025           | 419              |                                   |                                |              |
| 2015 | 9.248           | 1228             | 282                               | 179                            | 16.800       |
| 2016 | 10.842          | 1401             |                                   |                                | 18.100       |
| 2017 | 13.094          | 1795             |                                   |                                | 18.700       |
| 2018 | 15.451          | 2057             |                                   |                                | 21.800       |
| 2019 | 17.772          | 2459             |                                   |                                | 23.200       |
| 2020 | 21.454          | 4202             | 936                               | 337                            | 26.500       |
| 2021 | 25.371          | 4169             | 1246                              | 426                            | 30.900       |
| 2022 | 27.518          | 2419             | 1357                              | 435                            | 29.900       |
| 2023 | 29.771          | 4246             | 1529                              | 426                            | 27.200       |
| 2024 | 31.797          | 4147             | 1681                              | 434                            | 24.400       |

## Kopersbescherming
PayPal biedt bescherming aan de koper van producten die op eBay, Marktplaats of enige andere website met PayPal gekocht en betaald zijn, maar om de een of andere reden niet geleverd blijken. Indien een product is geleverd dat sterk afwijkt van de beschrijving (zoals namaakartikelen of beschadigde artikelen) kan de koper dat product terugsturen. De koper moet vervolgens een bewijs van verzending aan PayPal kunnen overleggen zodat de prijs van het product niet op hem verhaald kan worden. 
Deze bescherming zorgt ervoor dat een verkoper zich moet indekken. Het belangrijkste voor de verkoper is om elk verkocht product betaald via PayPal, traceerbaar te verzenden. Deze werkwijze biedt een grote betalingsveiligheid. Toch zijn er soms pogingen tot oplichting: 
- Er zijn kopers die niet-traceerbaarheid van de verzending bij PayPal heel snel signaleren en van PayPal een terugbetaling eisen nog voor de bestelling aangekomen kan zijn.
- Sommige kopers kopen online, gaan het goed in persoon ophalen en eisen vervolgens hun geld terug, omdat de goederen zogenaamd niet ontvangen zouden zijn.

## Fraude
Veiligheid, betrouwbaarheid en discretie zijn noodzakelijk bij allerhande verrichtingen via het internet.
PayPal stelt de discretie van de persoonlijke gegevens en/of de financiële status veilig door:
- eigen servers voor de opslag van gevoelige informatie;
- onzichtbaar maken van de financiële informatie voor bijvoorbeeld webwinkels;[14]
- opgave van het persoonlijk e-mailadres bij elke verrichting;
- gegevenscodering bij alle dataverkeer.

### Externe risico's
Hoewel PayPal maatregelen tegen fraude neemt, bestaan er nog externe factoren waardoor hackers de persoonlijke gegevens kunnen misbruiken:
- door middel van frauduleuze e-mails en nep-websites proberen hackers onder naam van een bekende legale organisatie allerhande persoonlijke gegevens te verkrijgen (phishing en spoofing);
- via oude bankafschriften/persoonlijke documenten kunnen hackers de nodige gegevens achterhalen;
- bij het doorgeven/noteren van persoonlijke gegevens in een niet-vertrouwde omgeving kunnen buitenstaanders misbruik maken van de genoemde informatie.

## Innovatie
In 2009 werden de PayPal-webservices opengesteld voor externe ontwikkelaars, waardoor er ook mobiele applicaties voor persoonlijke betalingen gemaakt kunnen worden. De iPhone-app bevat onder meer de zogenaamde "Bump"-functionaliteit, waarmee de ene iPhone-bezitter geld kan overmaken aan een andere iPhone-bezitter door de apparaten tegen elkaar te "bumpen". Ook voor Android en BlackBerry OS ontwikkelde PayPal een applicatie. Ook werd er een Mobiele Shopgids-app uitgebracht, een soort gouden gids voor m-Commerce in Nederland.
Een doorontwikkeling vormen eerste mobiele websites en applicaties (iPhone en Android) met PayPal Mobiel. Zo kan de consument mobiele bioscoopkaartjes kopen in de app van Pathé, kan er mobiel betaald worden voor kleding, wijn, ansichtkaarten, schoenen, bloemen, maar ook condooms binnen de applicatie van Condoom Anoniem.  
Amerikaanse bestuurders van PayPal hebben laten weten dat PayPal offlinediensten gaat aanbieden, zodat het bedrijf een betaalwijze voor in fysieke winkels kan leveren, een zogeheten Point of Sale (POS)-oplossing. Een stap hiertoe is een grootschalige pilot in Californië in samenwerking met het bedrijf Bling. Consumenten kunnen betalen in winkels en bedrijfskantines door hun mobiele telefoon langs een NFC-lezer bij de kassa te halen.

## Kritiek
Sinds 7 december 2010 ligt PayPal samen met VISA, Mastercard, Western Union en Bank of America onder vuur als financiële instellingen die overboekingen aan WikiLeaks blokkeren. Deze maatregel wordt door critici als willekeurig en onwettig gezien, maar het illegaal verklaren van Wikileaks door het United States Department of State maakt het onwettig om de service wel te verlenen.